# Tiga

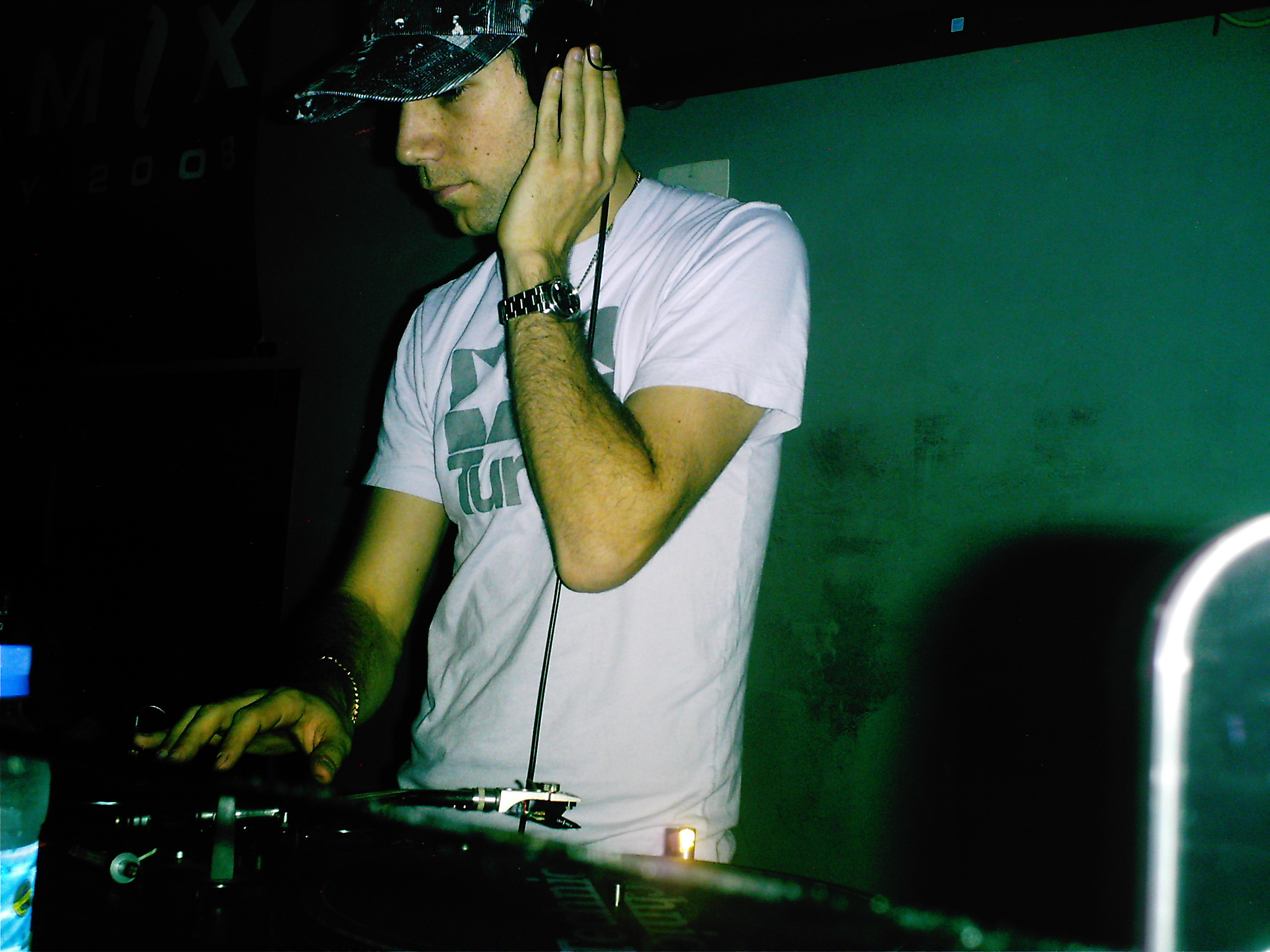
Tiga (2007)

Tiga (* 1974 als Tiga Sontag) ist ein international tätiger DJ und Musikproduzent im Bereich Elektronischer Musik (Elektro, Techno und House) aus Montreal in Kanada.
In Deutschland bekannt wurde er 2001 durch sein Remake des 1980er-Jahre-Hits Sunglasses at Night (Original von Corey Hart), sowie durch seinen Remix von Nellys Song Hot in Herre. Tiga besitzt ein eigenes Plattenlabel namens Turbo und ist seit Anfang der 1990er Jahre als DJ tätig. Er lebte einige Zeit im Ausland, darunter längere Zeit in Goa (Indien). Nach seiner Rückkehr nach Montreal war sein erklärtes Ziel, die Elektroszene in seiner Heimat zu beleben und zu internationalisieren.

## Leben
Tiga verbrachte in den 1980er Jahren längere Zeit mit seinem Vater in Goa (Indien), wo dieser als DJ tätig war. Anfang der 1990er Jahre hatte er seine ersten eigenen Auftritte als DJ in Montreal. Damals legte er vorwiegend Acid House auf. Er veranstaltete im Alter von 18 Jahren die ersten größeren Raves in seinem Heimatland und ein Konzert des Künstlers Moby in Montreal. In den 1990er Jahren betrieb er in seiner Stadt einen eigenen Club namens Sona. Bei CKUT, einem Radiosender der Universität von Montreal, hatte er eine regelmäßige Radiosendung. Zusammen mit seinem Künstlerkollegen DNA eröffnete Tiga einen Plattenladen für Techno und mit DJ Mark Dillon erfolgte 1998 die Gründung seines Labels Turbo. Eigene Kompositionen und Produktionen folgten erst ab dem Jahr 2000. Die erste Produktion war ein Remake des Titels When Doves Cry von Prince, die Zweite ein Remake von New Years Day der Band U2. Sowohl diese beiden Produktionen als auch sein erster Cover-Hit Sunglasses at Night von 2001 wurden zusammen mit dem Finnen Jori Hulkkonen produziert, der auch unter dem Namen Zyntherius arbeitet. Im Musikvideo von Sunglasses at Night sieht man Mode-Ikone Amanda Lepore die synchron die Lippen zum Song bewegt. Sunglasses at Night wurde ein internationaler Hit mit über 200.000 verkauften Einheiten und Top-Ten-Platzierung in den deutschen Charts.  Auch sein Remix von Hot in Herre des Künstlers Nelly zählt zu seinen bekannteren Werken.

## Heutige Tätigkeit
Tigas Label Turbo arbeitet heute mit 25 Künstlern und hat zehn bis 15 Veröffentlichungen pro Jahr, sowohl als CD als auch als Schallplatten. Er tourt fortwährend weltweit als DJ und hat bis 2006 über 1000 Auftritte in 20 Ländern und 50 Städten hinter sich. Nach seinen Aussagen sind die für ihn profitabelsten Tätigkeiten vor allem Auftritte als Gast-DJ und ferner eigene Kompositionen zu verkaufen. Zusammen mit dem deutschen Musikproduzenten Zombie Nation gründete er das Musikprojekt ZZT.

## Diskografie

### Studioalben
| Jahr | Titel               | Höchstplatzierung, Gesamtwochen, AuszeichnungChartplatzierungen (Jahr, Titel, Platzierungen, Wochen, Auszeichnungen, Anmerkungen) | Höchstplatzierung, Gesamtwochen, AuszeichnungChartplatzierungen (Jahr, Titel, Platzierungen, Wochen, Auszeichnungen, Anmerkungen) | Höchstplatzierung, Gesamtwochen, AuszeichnungChartplatzierungen (Jahr, Titel, Platzierungen, Wochen, Auszeichnungen, Anmerkungen) | Höchstplatzierung, Gesamtwochen, AuszeichnungChartplatzierungen (Jahr, Titel, Platzierungen, Wochen, Auszeichnungen, Anmerkungen) | Höchstplatzierung, Gesamtwochen, AuszeichnungChartplatzierungen (Jahr, Titel, Platzierungen, Wochen, Auszeichnungen, Anmerkungen) | Anmerkungen                           |
| Jahr | Titel               | DE | AT | CH | UK | US | Anmerkungen                           |
| ---- | ------------------- | --- | --- | --- | --- | --- | ------------------------------------- |
| 2006 | Sexor               | — | — | — | — | — | Erstveröffentlichung: 6. Februar 2006 |
| 2009 | Ciao!               | — | — | — | — | — | Erstveröffentlichung: 27. April 2009  |
| 2016 | No Fantasy Required | — | — | — | — | — | Erstveröffentlichung: 4. März 2016    |

### EPs
| Jahr | Titel               | Anmerkungen                |
| ---- | ------------------- | -------------------------- |
| 2002 | TGV                 | als TGV feat. Mateo Murphy |
| 2003 | Running Out of Time | als TGV feat. Mateo Murphy |

### Mixtapes
- Montreal Mix Sessions Vol. 1 (1998)
- Mixed Emotions: Montreal Mix Sessions Vol. 5 (2000)
- American Gigolo (2001)
- DJ-Kicks: Tiga (2002)
- INTHEMIX.05 (2005)
- Sex O’Clock Remixes (2010)
- Tiga: Non Stop (2012)

### Singles
| Jahr | Titel Album                  | Höchstplatzierung, Gesamtwochen, AuszeichnungChartplatzierungen (Jahr, Titel, Album, Platzierungen, Wochen, Auszeichnungen, Anmerkungen) | Höchstplatzierung, Gesamtwochen, AuszeichnungChartplatzierungen (Jahr, Titel, Album, Platzierungen, Wochen, Auszeichnungen, Anmerkungen) | Höchstplatzierung, Gesamtwochen, AuszeichnungChartplatzierungen (Jahr, Titel, Album, Platzierungen, Wochen, Auszeichnungen, Anmerkungen) | Höchstplatzierung, Gesamtwochen, AuszeichnungChartplatzierungen (Jahr, Titel, Album, Platzierungen, Wochen, Auszeichnungen, Anmerkungen) | Höchstplatzierung, Gesamtwochen, AuszeichnungChartplatzierungen (Jahr, Titel, Album, Platzierungen, Wochen, Auszeichnungen, Anmerkungen) | Anmerkungen                                            |
| Jahr | Titel Album                  | DE | AT | CH | UK | US | Anmerkungen                                            |
| ---- | ---------------------------- | --- | --- | --- | --- | --- | ------------------------------------------------------ |
| 2001 | Sunglasses at Night          | DE24 (14 Wo.)DE | AT45 (7 Wo.)AT | — | UK25 (3 Wo.)UK | — | Erstveröffentlichung: 19. November 2001 mit Zyntherius |
| 2003 | Burning Down                 | — | — | — | — | — | Erstveröffentlichung: 24. Juni 2003                    |
| 2003 | Hot in Herre                 | DE65 (3 Wo.)DE | — | — | UK46 (2 Wo.)UK | — | Erstveröffentlichung: 25. August 2003                  |
| 2004 | Pleasure From The Bass Sexor | — | — | — | UK57 (2 Wo.)UK | — | Erstveröffentlichung: 12. Juni 2004                    |
| 2005 | Louder Than A Bomb Sexor     | — | — | — | UK91 (1 Wo.)UK | — | Erstveröffentlichung: 11. März 2005                    |
| 2005 | You Gonna Want Me Sexor      | — | — | — | UK64 (1 Wo.)UK | — | Erstveröffentlichung: September 2005                   |
| 2006 | Good As Gold Sexor           | — | — | — | — | — | Erstveröffentlichung: Januar 2006                      |
| 2006 | (Far From) Home Sexor        | — | — | — | UK65 (1 Wo.)UK | — | Erstveröffentlichung: 24. April 2006                   |
| 2006 | 3 Weeks Sexor                | — | — | — | — | — | Erstveröffentlichung: 27. November 2006                |
| 2006 | Move My Body                 | — | — | — | — | — | Erstveröffentlichung: November 2006                    |
| 2008 | Mind Dimension Ciao!         | — | — | — | — | — | Erstveröffentlichung: November 2008                    |
| 2009 | Shoes Ciao!                  | — | — | — | — | — | Erstveröffentlichung: 3. Mai 2009                      |
| 2009 | What You Need Ciao!          | — | — | — | — | — | Erstveröffentlichung: 18. Mai 2009                     |
| 2009 | Beep Beep Beep Ciao!         | — | — | — | — | — | Erstveröffentlichung: August 2009                      |
| 2012 | The Picture                  | — | — | — | — | — | Erstveröffentlichung: 27. August 2012                  |
| 2012 | Plush                        | — | — | — | — | — | Erstveröffentlichung: 17. Dezember 2012                |
| 2013 | Trust Your Body              | — | — | — | — | — | Erstveröffentlichung: 23. Mai 2013 mit Jori Hulkkonen  |
| 2013 | Let’s Go Dancing             | — | — | — | — | — | Erstveröffentlichung: 25. November 2013 vs. Audion     |
| 2014 | Fever                        | — | — | — | — | — | Erstveröffentlichung: 24. Februar 2014 mit Audion      |
| 2014 | Bugatti                      | — | — | — | — | — | Erstveröffentlichung: 5. Juli 2014                     |

### Remixe
Remixe machte Tiga unter anderem für Depeche Mode, Märtini Brös, Felix Da Housecat, Soulwax, LCD Soundsystem, Bran Van 3000, Dannii Minogue, Scissor Sisters, Cabaret Voltaire, FPU, FC Kahuna, Télépopmusik und wurde mit einem Remix für die Pet Shop Boys beauftragt, mit denen er 2002 tourte.